# Lichtkromme
De lichtkromme van een hemellichaam is een diagram waarin de helderheid uitgezet is tegen de tijd. De helderheid (of schijnbare magnitude) wordt hierbij gemeten op een bepaalde golflengte. 
Aan de hand van hun lichtkrommen (samen met andere informatie) worden vele soorten hemellichamen geclassificeerd. Uit de veranderingen van de helderheid kunnen astronomen eigenschappen van het hemellichaam afleiden.
Lichtkrommen kunnen periodiek zijn, zoals bij eclipserende dubbelsterren, Cepheïden (of andere periodiek veranderlijke sterren), pulsars, exoplaneten die gevonden worden met de transitmethode, en roterende planetoïden of manen.  Ze kunnen ook aperiodiek zijn zoals bij een nova's, supernova's, gammaflitsen, vlamsterren, of bij gravitationele microlensing.

## Voorbeelden van lichtkrommen

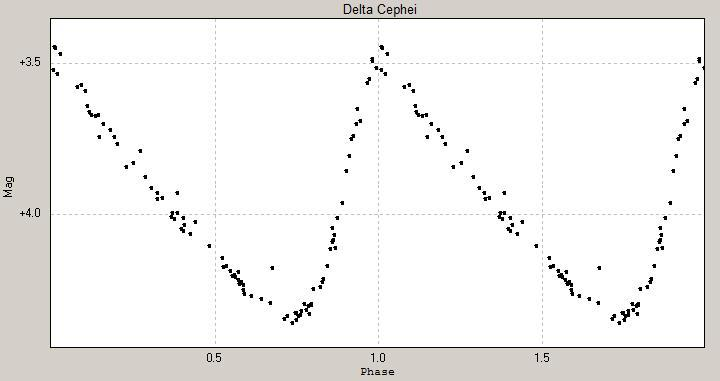
Delta Cephei (een Cepheïde
Een RR Lyrae-ster
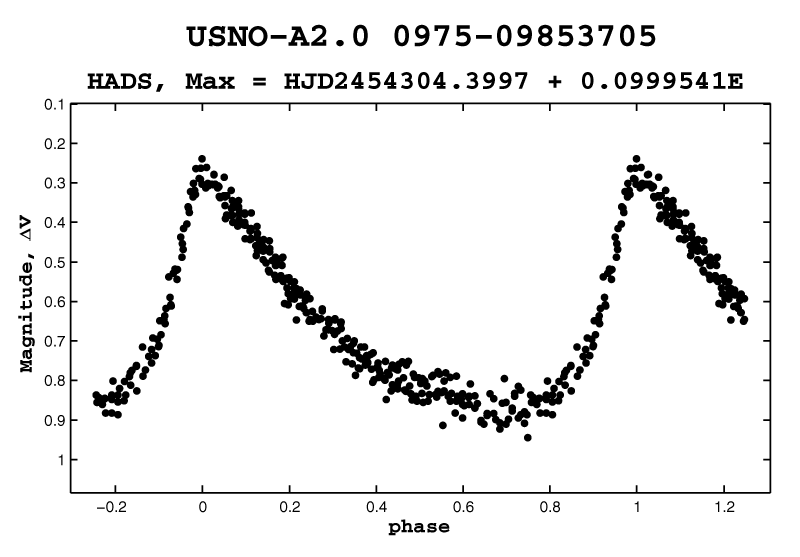
Een Delta Scuti-veranderlijke
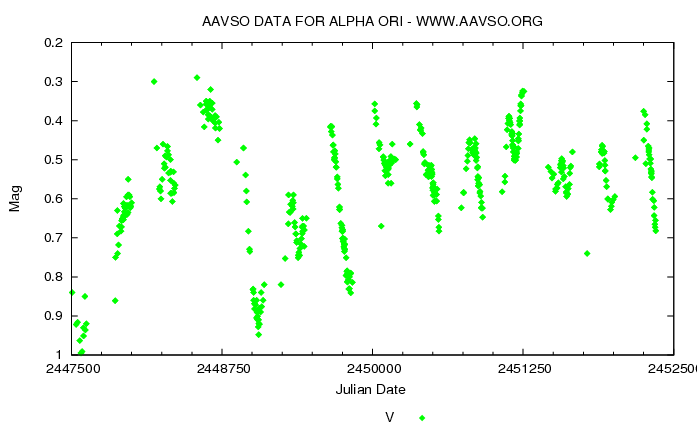
Betelgeuze (een halfregelmatige veranderlijke ster)
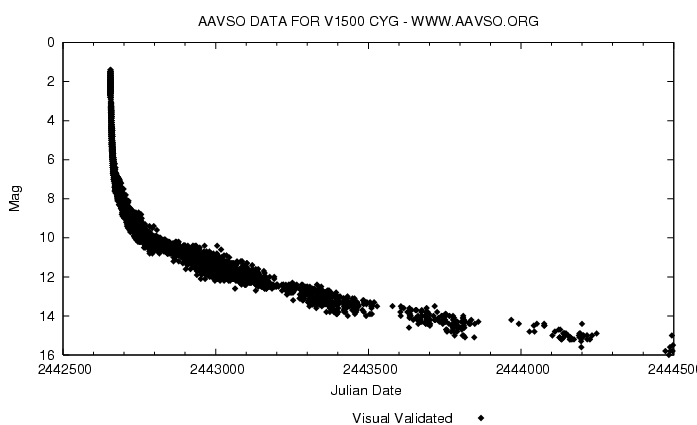
V1500 Cygni (een nova)
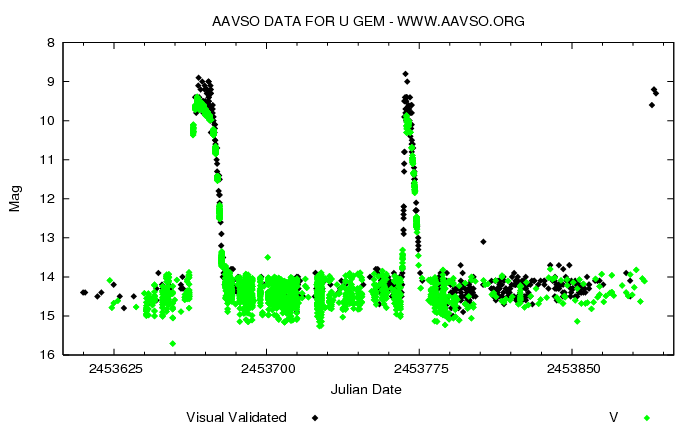
U Geminorum (een dwergnova)
SN 2002cx (een supernova)
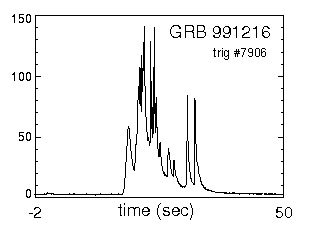
GRB 991216 (een gammaflits)
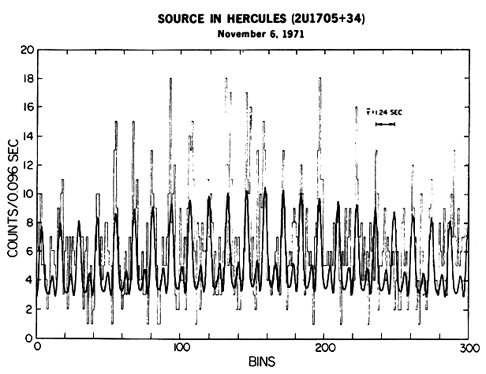
Hercules X-1 (een pulsar)
Sheliak (een eclipserende dubbelster)
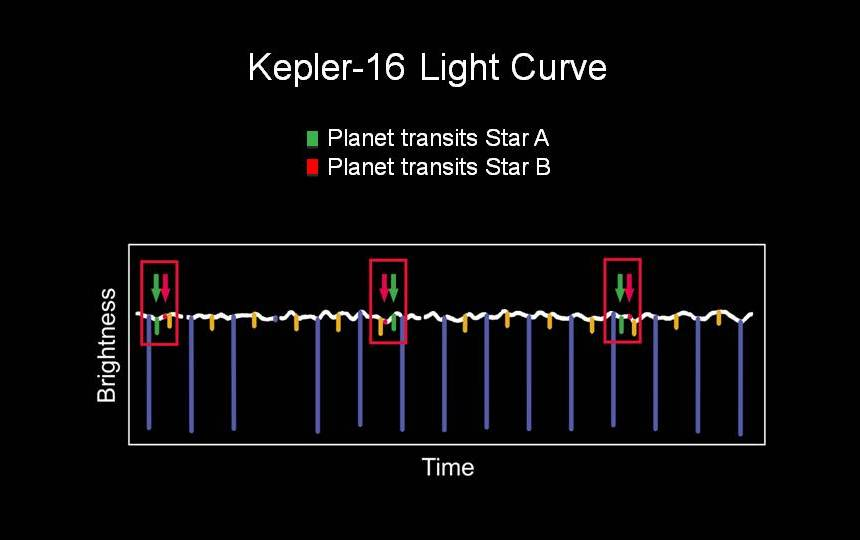
Kepler-16b (een exoplaneet)
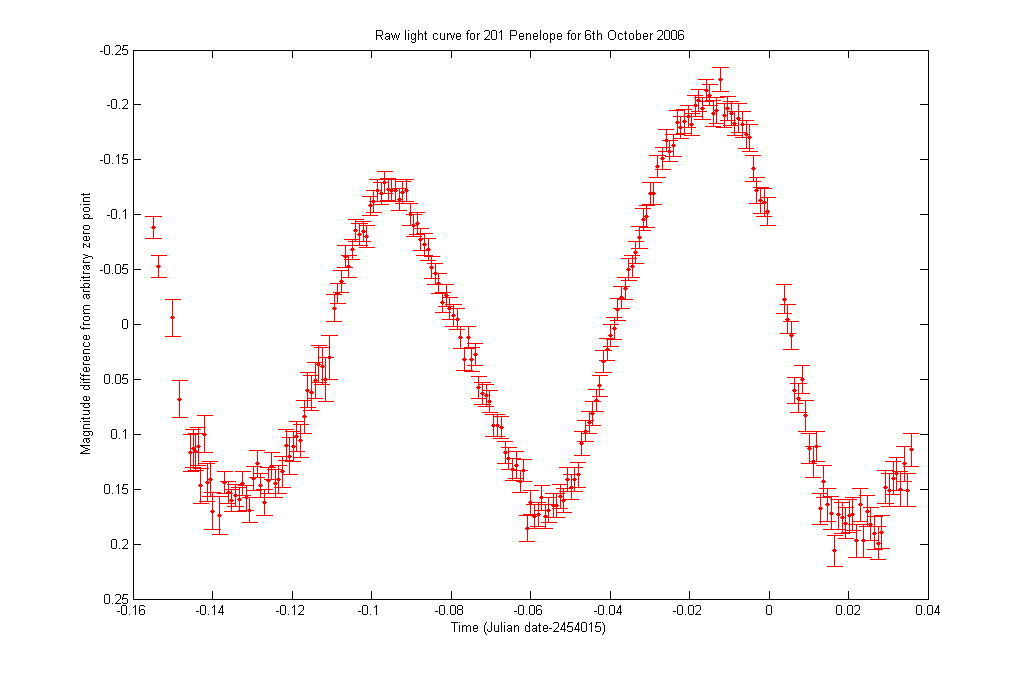
(201) Penelope (een planetoïde)